# Amstel Gold Race 1989
L'Amstel Gold Race 1989 fou la 24a edició de l'Amstel Gold Race. La cursa es disputà el 22 d'abril de 1989, sent el vencedor final el belga Eric van Lancker, que s'imposà en solitari en la meta de Meerssen.
162 ciclistes hi van prendre part, acabant la cursa 108 d'ells.

## Classificació final
|    | Ciclista           | Equip                 | Temps      |
| -- | ------------------ | --------------------- | ---------- |
| 1  | Eric van Lancker   | Panasonic-Isostar     | 5h 59' 49" |
| 2  | Claude Criquielion | Hitachi               | + 19"      |
| 3  | Steve Bauer        | Helvetia-La Suisse    | m. t.      |
| 4  | Nico Verhoeven     | PDM                   | + 20"      |
| 5  | Mauro Gianetti     | Helvetia-La Suisse    | + 22"      |
| 6  | Per Pedersen       | R.M.O.                | + 1' 45"   |
| 7  | Marc Madiot        | Toshiba               | m. t.      |
| 8  | Jef Lieckens       | Hitachi               | + 1' 47"   |
| 9  | Eddy Planckaert    | AD Renting            | m. t.      |
| 10 | Adri van der Poel  | Domex-Weinmann-Merckx | m. t.      |